# 谷口弘典
谷口 弘典（たにぐち ひろのり、1973年11月24日 - ）は、日本の元プロ野球選手（捕手、右投右打）・監督。
高崎経済大学硬式野球部監督。

## 略歴
北海道余市町生まれ、札幌育ち。札幌市立北光小学校卒業（鉄東スワローズ時代に日本代表に選出され、世界大会出場）。手稲西中学校卒業。1992年3月北海道札幌西高等学校卒業。1997年3月高崎経済大学経済学部経営学科卒業。
1997年ノーザンリーグ（スーフォールズカナリーズ入団）。1998年ウェスタンリーグ（ミッションヴィエホヴィジランテス入団）。
1999年千葉ロッテマリーンズ入団（BC兼サブマネージャー）。2000～2001年千葉ロッテマリーンズ（二軍マネージャー）。2007～2011年群馬ダイヤモンドペガサス　チーム付き運営スタッフ。
2016年高崎経済大学硬式野球部監督就任。